# Zvonko Čoh
Zvonko Čoh, slovenski ilustrator in avtor animiranih  filmov, * 7. avgust 1956, Celje.

## Življenje in delo
Po diplomi 1980 iz slikarstva na ljubljanski Akademiji za likovno umetnost in oblikovanje je začel delati kot svoboden umetnik. Ustvaril je več kratkih risanih filmov (Poskušaj migati dvakrat, 1981; Poljubi mehka me radirka, 1984) in prvi slovenski celovečerni risani film Socializacija bika? (skupaj z Milanom Eričem, 1998). Je tudi avtor televizijskih spotov, kratkih risanih filmov in reklam. Za ilustracijo več deset knjig je prejel številne nagrade, za film Socializacija bika? pa sta z Eričem leta 1999 prejela nagrado Prešernovega sklada.